# Filmorientering
Filmorientering var et dansk filmmagasin, der blev vist på DR i perioden 1955-1971.
Programmets vært var magister Bjørn Rasmussen, der præsenterede nye film "med høj cigarføring, lune og autoritet." Jens Christian Lauritzen vekslede med Rasmussen og fortsatte efter Rasmussens død 1972 med programmet Filmredaktionen.

## Fodnoter
1. ↑  Politiken 20.7.2009: Filmprogrammer på DR
2. ↑  "Bjørn_Rasmussen_-_filmkritiker". Den Store Danske (lex.dk online udgave).
3. ↑  "I.C. Lauritzen". Den Store Danske (lex.dk online udgave).